# Marang (Malezja)
Marang – miasto w Malezji, w stanie Terengganu. W 2000 roku liczyło 17 307 mieszkańców.